# Georges Pichon
Pour les articles homonymes, voir Pichon.
Georges Pichon (1865-1953)  est un général et médecin militaire français. Il fut promu commandeur de la Légion d'honneur en 1920.

## Biographie
Fils d'un limonadier domicilié place de la cathédrale, Georges Charles Eugène Pichon naît le 20 décembre 1865, à Metz, en Moselle. En 1885, il est affecté d'abord au 26e de ligne, puis envoyé à l'école de santé de Lyon, dont il sort en octobre 1888. Il fait ensuite ses études médicales à l'Hôpital d'instruction des armées du Val-de-Grâce et en sort médecin stagiaire en 1890. Affecté au 156e RI, il est envoyé en Algérie, à l'hôpital de Constantine, en août 1893, puis dans la garnison de Barika. En avril 1895, il fait partie du corps expéditionnaire de Madagascar. Le 11 mai 1897, Pichon est cité par le général Gallieni pour son zèle et son abnégation. De retour en France, il est affecté au 69e RI en août 1897. L'année suivante, il est affecté au 4e régiment de Spahis qui stationne en Tunisie. Le 11 juillet 1900, le médecin major Pichon du 4e régiment de Spahis, est nommé chevalier de la Légion d'honneur. Pendant la Première Guerre mondiale, le 19 novembre 1915, alors qu'il est chef de service de santé d'une division, le médecin principal de seconde classe Georges Pichon est promu officier de la Légion d'honneur. Le 2 octobre 1920, le médecin principal de première classe Georges Pichon, directeur des services de santé de Lille, est fait commandeur de la Légion d'honneur, après avoir reçu la Croix de Guerre 1914-1918.
Georges Pichon décède le 1er novembre 1953, à Paris. Il fut le parrain de Marie Marvingt.